# نو مدیوکر
«نو مدیوکر» (به انگلیسی: No Mediocre) ترانه‌ای از رپر آمریکایی تی.آی. به‌همراهٔ ایگی آزیلیا می‌باشد که در ۱۷ ژوئن سال ۲۰۱۴ از سوی گرند هاستل رکوردز و کلمبیا رکوردز به‌عنوان تک‌آهنگ اصلی نهمین آلبوم استودیویی وی تحت عنوان مدارک (۲۰۱۴) منتشر گردید.